# 麥理浩夫人度假村
麥理浩夫人度假村（英語：Lady MacLehose Holiday Village）是一個位於香港新界西貢北潭涌的度假營，由康樂及文化事務署管理。

## 位置
麥理浩夫人度假村位於西貢北潭涌西貢郊野公園，佔地13.2公頃。

## 歷史

### 建造因由
麥理浩夫人度假村原址為萬宜水庫興建時供工程師居住的宿舍，水庫於1979年建成後，熱愛郊野的港督麥理浩爵士決定把宿舍用地改建成營地，並獲慈善家鄧肇堅爵士捐出佔上興建費用一半的200萬港元善款，使計劃得以成事。麥理浩夫人度假村是香港首個開放大眾使用的公眾度假村，為市民提供郊野戶外的康樂休憩場地。港府把麥理浩夫人渡假村以麥理浩爵士伉儷命名，正正是出於兩人對郊野和遠足的熱忱。在1981年1月8日，度假村在麥理浩爵士和鄧肇堅爵士等人見證下，由港督夫人麥理浩爵士夫人主持揭幕啟用儀式。

### 疫症隔離中心

#### 2003年：沙士
2003年，沙士影響香港，在同年4月1日起，度假村被用作隔離中心，隔離居住在疫症重災區淘大花園E座的居民，隔離中心由民安隊負責管理，期間暫停對度假人士的服務。兩個半月後，由於疫情好轉，香港被世界衛生組織從疫區名單中除名，故所有隔離在度假村的人士於6月14日全部遷離隔離中心，並轉移到大尾篤繼續隔離。此後，康文署為度假村進行大規模清潔，並購置全新的寢具，包括床墊、床單、被鋪、枕頭及枕頭套，以更換隔離人士曾使用的寢具。經過一個月清理後，度假村於2003年7月14日重新開放供度假人士使用。

#### 2009年：甲型H1N1流感
2009年春天，甲型H1N1流感在全球爆發，政府吸取沙士時的經驗，在香港未有確診甲型H1N1流感個案前，已宣佈如果甲型H1N1流感在香港爆發，將會徵用麥理浩夫人度假村作為隔離中心，而由於要為此作準備，故此度假村於同年4月29日關閉一天。
在5月1日，香港確診第一宗個案後，政府決定把麥理浩夫人度假村和鯉魚門公園及度假村用作隔離中心，並於當晚把該兩個度假村清空預備使用。
5月2日早上，12名與第一宗個案的患者同住在灣仔維景酒店的住客被送往度假村作隔離。
截至2009年5月3日，共29人入住麥理浩夫人度假村。

#### 2020年：2019冠狀病毒病
2020年1月，因應香港出現五十宗2019冠状病毒病確診個案，政府安排其緊密接觸者和醫療人員於度假村進行隔離。

## 建築
度假營內的營舍為獨立式平房，共有52所平房。每所平房均有獨立的客廳、睡房及洗手間連淋浴設施。平房有不同的大小，可供3至15人使用。整個度假營可容納280人入住。

## 服務
度假村提供3種入營類別供3人或以上團體報名。
1. 日營  	上午9時30分至下午4時30分
2. 宿營 	下午2時30分至離營當日下午1時
3. 黃昏營	下午4時30分至晚上10時30分

## 設施

### 西貢遙控天文台
西貢遙控天文台位於度假村內，由香港太空館安裝和運作，天文台樓高3層，佔地270平方米，耗資730萬元興建。天文台內裝有全香港最大的專業級天文望遠鏡。使用者能用這望遠鏡觀察比肉眼能見極限暗4000倍的天體。而望遠鏡亦連接了一部具1100萬像素的天文專業級電荷耦合器攝影機，可用作攝影天體。

## 使用狀況
2006年，康樂及文化事務署管理的四個度假村，包括麥理浩夫人度假村、西貢戶外康樂中心、曹公潭戶外康樂中心和鯉魚門公園及度假村，共有496,000人次使用過其宿營及日營服務，而黃昏營則共有超過3萬人次使用。
另外，由於度假村位於西貢郊野公園，光污染非常少，吸引了不少觀星愛好者入住度假村並進行觀星活動，而太空館亦與度假村合作舉行觀星活動供營友參加。

## 交通
- 免費接駁巴士於指定時間直達度假村

由於度假村位於西貢郊野公園自然環境保護區，故旅遊車需要預先申請通行証，方可接載營友通過北潭涌關閘往返度假村。

## 外部連結
- 麥理浩夫人度假村 （页面存档备份，存于）